# Alberto Reynoso
Alberto "Big Boy" Reynoso (Pasig, 14 mei 1940 – Sacramento, 22 november 2011) was een Filipijns basketbalspeler. Reynoso stond bekend onder de naam "Big Boy", vanwege zijn sterke bovenlichaam en forse benen, waarvan hij goed gebruik maakte onder de basket. 

## Carrière
Reynoso speelde collegebasketbal voor San Beda en was een belangrijk onderdeel van het team dat in 1959 de titel veroverde in de NCAA. Nadien speelde hij, nog voor de oprichting van de PBA in 1975, in de Manila Industrial and Commercial Athletic Association (MICAA). In de eerste jaren van de PBA speelde hij samen met de Filipijnse basketballegende Robert Jaworski voor Toyota. Van 1977 tot 1979 was hij coach van Mariwasa. Reynoso speelde in zijn carrière vele malen voor het Filipijns nationaal basketbalteam. Zo maakte hij deel uit van het team dat de gouden medaille behaalde op de Aziatische Spelen van 1962. Ook was hij erbij toen de Filipijnen Aziatisch kampioen werden in 1963, 1967 en 1973 en nam hij met het team deel aan de Olympische Spelen van 1968.
Na zijn basketbalcarrière emigreerde Reynoso naar de Verenigde Staten, waar hij op 71-jarige leeftijd overleed.